# Лейк Тауншип (округ Мерсер, Пенсільванія)
Лейк Тауншип (англ. Lake Township) — селище (англ. township) в США, в окрузі Мерсер штату Пенсільванія. Населення — 699 осіб (2020).

## Демографія
Згідно з переписом 2010 року, у селищі мешкало 780 осіб у 272 домогосподарствах у складі 203 родин. Було 309 помешкань
Расовий склад населення:
| - 99,5 % — білих - 0,1 % — корінних американців - 0,1 % — азіатів |

До двох чи більше рас належало 0,3 %. Частка іспаномовних становила 0,4 % від усіх жителів.
За віковим діапазоном населення розподілялося таким чином: 32,4 % — особи молодші 18 років, 55,9 % — особи у віці 18—64 років, 11,7 % — особи у віці 65 років та старші. Медіана віку мешканця становила 35,2 року. На 100 осіб жіночої статі у селищі припадало 101,6 чоловіків;  на 100 жінок у віці від 18 років та старших — 103,5 чоловіків також старших 18 років.
Середній дохід на одне домашнє господарство  становив 52 301 долар США (медіана — 46 250), а середній дохід на одну сім'ю — 61 601 долар (медіана — 55 313). Медіана доходів становила 38 750 доларів для чоловіків та 41 875 доларів для жінок. За межею бідності перебувало 24,6 % осіб, у тому числі 37,8 % дітей у віці до 18 років та 7,1 % осіб у віці 65 років та старших.
Цивільне працевлаштоване населення становило 291 особа. Основні галузі зайнятості: виробництво — 31,6 %, освіта, охорона здоров'я та соціальна допомога — 17,9 %, роздрібна торгівля — 11,3 %, сільське господарство, лісництво, риболовля — 9,3 %.